# Messepark
Der Messepark ist das größte Einkaufszentrum Vorarlbergs. Er befindet sich in Dornbirn direkt neben dem Gelände der Dornbirner Messe sowie der Autobahnabfahrt Dornbirn West (bis Ende Februar 2022 Dornbirn Süd).

## Geschichte
Eröffnet wurde der Messepark am 19. März 1987. In den Jahren 1997 und 1998 erfolgte der Umbau in die heutige Gestalt. Ein Ausbau zur Vergrößerung der Verkaufsfläche auf 22.200 m² ist seit mehreren Jahren in Planung, wurde jedoch immer wieder sowohl von Stadt Dornbirn und Land Vorarlberg abgelehnt. Im Juli 2022 teilt die Stadt Dornbirn überraschend mit das man nun einer Erweiterung positiv gegenüber stehe. Die Pläne für den neuen Ausbau wurden am 29. August 2023 vorgestellt. Die Baumaßnahmen umfassen zudem eine Anpassung der Bushaltestellen am Messepark sowie zusätzliche Zufahrten von der angrenzenden Autobahnabfahrt. Mehrere Bürgermeister aus grenzenden Gemeinden sprachen sich gegen das Projekt aus. Am 11. September 2023 stimmte der Raumplanungsbeirat des Landes Vorarlberg dem Ansinnen des Messeparks mit 10 zu 3 Stimmen zu. Landeshauptmann Markus Wallner hatte bereits im Vorfeld angekündigt das die Landesregierung der Entscheidung des Beirats folgen werde.
Am 19. September 2023 stimmt die Landesregierung der Erweiterung offiziell zu. Die formale Freigabe erfolgte am 16. Januar 2024.
Die finalen Baupläne wurden am 12. Juni 2025 präsentiert. Diese wurden im Vergleich zu den im August 2023 präsentierten Plänen nochmals komplett überarbeitet. Grund hierfür war ein alter Abwasserkanal. Dieser wird nun verlegt, wodurch statt des Parkhauses eine Tiefgarage gebaut werden kann. Der Baubeginn ist mit 2026 veranlagt, die Bauzeit soll vier Jahre betragen.

## Zahlen
Der Messepark ist das größte Einkaufszentrum Vorarlbergs. Insgesamt sind auf dem 41.000 m² großen Areal, wovon 19.000 m² als Verkaufsfläche benutzt werden, 65 einzelne Geschäfte angesiedelt. Die Flächenproduktivität liegt bei 10.295,– € pro m² Verkaufsfläche. Die im Einkaufszentrum ansässigen Geschäfte beschäftigten insgesamt etwa 950 Personen. Im Jahr 2019 lag der jährliche Umsatz bei 195,6 Millionen €, die durchschnittliche Besucherzahl liegt bei ungefähr 17.600 pro Tag.
Auf dem Dach des Messeparks befindet sich die größte Photovoltaikanlage Vorarlbergs. Auf 7650 m² sind 4500 Module installiert, die rund 1400 KWp (Kilowatt peak) leisten.